# Uwe Meenen
Uwe Meenen (* 1965 in Würzburg) ist ein Politiker der rechtsextremen NPD und Mitbegründer des Deutschen Kollegs. Von Februar 2010 bis Februar 2012 und vom 8. Oktober 2016 bis zum 11. November 2017 war Meenen Landesvorsitzender der NPD Berlin. Seit dem Berliner Landesparteitag vom 11. November 2017 war er zusammen mit Sebastian Schmidtke stellvertretender Landesvorsitzender. Mit der Umbenennung der ursprünglichen NPD in „Die Heimat“ auf dem Bundesparteitag im Juni 2023 verließ Meenen die Partei, und schloss sich einer Abspaltung unter dem alten Namen „NPD“ an, wo er stellvertretender Parteivorsitzender ist.

## Funktionär extrem rechter Parteien und Organisationen
Uwe Meenen machte 1985 Abitur am Schönborngymnasium in Würzburg, begann seine politische Karriere bei der NPD-Jugendorganisation Junge Nationaldemokraten und war Ende der 1980er Jahre Bundesvorsitzender der Jungen Republikaner, der 1987 gegründeten Jugendorganisation der rechtspopulistischen Partei Die Republikaner. Zeitweise war er Vorsitzender des Bezirksverbandes Unterfranken und Mitglied des Parteivorstandes der NPD. Ab Februar 2010 war er als Nachfolger von Jörg Hähnel Vorsitzender des Berliner Landesverbands. Am 4. Februar 2012 wurde er vom Autonomen Nationalisten Sebastian Schmidtke als Berliner NPD-Vorsitzender abgelöst. Am 8. Oktober 2016 wurde er erneut Vorsitzender des Berliner Landesverbandes.
Im Oktober 1989 gründete Uwe Meenen zusammen mit Michael Haller und Waldemar Hirschfeldt die Landsmannschaft Franken, deren Wahlspruch „Für Frankens Rechte“ lautete. Aus dieser Vereinigung heraus wurde am 21. Dezember 1991 der Bund Frankenland (BF) als Partei gegründet und am 29. Januar 1992 als eingetragener Verein registriert. Vorstandsmitglied war neben Meenen auch der bekannte Rechtsextremist Jürgen Schwab. Laut der Einschätzung des bayerischen Landesamtes für Verfassungsschutz war das „Ziel des BF … die Beseitigung des Grundgesetzes, der parlamentarischen Demokratie und die Schaffung eines „Vierten Deutschen Reichs“ nationalistisch-rassistischer Prägung“. Nachdem sich im September 2001 der Arbeitskreis Kameradschaft Heinrich II des BF und die seit 1999 bestehende überparteiliche Staatsbürgerliche Runde um Schwab zusammengeschlossen hatten, entstand der Bund Frankenland – Staatsbürgerliche Runde, ein Kreis von etwa 15 Personen. Meenen war auch Gründungsmitglied der Vorgängervereinigung des Fränkischen Bundes.
Zusammen mit Reinhold Oberlercher engagierte sich Meenen ab 1994 im Deutschen Kolleg, das sich als „Denkorgan des Deutschen Reiches“ versteht und in Schulungsveranstaltungen und Seminaren eine Reichsidee propagiert. Im Jahr 2000 stieß Horst Mahler zur Führungsriege hinzu. Grundlegende ideologische Eckpfeiler sind Antisemitismus, Fremdenfeindlichkeit und Rassismus. So zeichnen die drei Autoren verantwortlich für Veröffentlichungen, in denen unter anderem „das Verbot der jüdischen Gemeinden“ gefordert und der Judaismus als „tödliche Gefahr für die Völker“ bezeichnet werden.
Uwe Meenen wurde im Jahr 2012 wegen Volksverhetzung rechtskräftig zu einer Bewährungsstrafe von acht Monaten verurteilt.
2016 erstritt sich Uwe Meenen als Mitarbeiter des NPD Europaparlamentsabgeordneten Udo Voigt vor Gericht einen Hausausweis für den deutschen Bundestag.
Also auf dem außerordentlichen Bundesparteitag in Riesa am 4. Juni 2023 die damalige NPD in „Die Heimat“ umbenannt wurde, verließ Meenen aus Protest gegen diese Entscheidung die Partei. Er schloss sich daraufhin einer Abspaltung unter dem Hamburger Landesvorsitzenden Lennart Schwarzbach an, die weiterhin den Namen „Nationaldemokratische Partei Deutschlands“ trägt. Dort gehört er als einer von zwei stellvertretenden Parteivorsitzenden, neben Wolfgang Schimmel, dem Parteivorstand, an.

## Ankäufer von Immobilien für die NPD und Neonazis
Seit dem Jahr 2001 tritt Meenen oft als interessierter Käufer verschiedener Immobilien im gesamten Bundesgebiet auf, die er dann als Schulungszentren für die NPD nutzen will oder z. T. auch als sonstige Veranstaltungsräume der NPD.
Einige Fälle:
- Im Jahr 2001 wollte Meenen das Schloss Trebnitz bei Könnern aufkaufen, das danach als Nationales Zentrum Mitteldeutschland ausgebaut werden sollte.

- Im Jahr 2005 wollte Meenen eine Tennishalle in der Kleinstadt Grafenwöhr in Nordbayern für die NPD und die freie Kameradschaft kaufen. Grafenwöhr ist einer der wichtigsten Standorte der US-Armee in Deutschland und laut NPD auch in der Mitte des deutschen Reiches gelegen und damit perfekt für eine Stadt der Landesparteitage, eine Anspielung auf die Stadt Nürnberg, die in der NS-Zeit als Stadt der Reichsparteitage bezeichnet wurde.

- Im März 2006 wollte Meenen in Cham eine ehemalige Diskothek sowie einen Supermarkt kaufen. Als Reaktion wurden die Immobilien von der Stadt aufgekauft.

## Uwe Meenen, zweimal in der FernsehserieEntweder Broder
In der politischen Satiresendung Entweder Broder mit Hamed Abdel-Samad und Henryk M. Broder ist Uwe Meenen gleich in zwei Folgen zu sehen: in der ersten Folge der ersten Staffel mit dem Titel Von Adolf bis Allah und der ersten Folge der zweiten Staffel mit dem Titel Guck mal, wer sich da verschwört. In der ersten Folge war er noch von beiden aufgesucht worden, um den altbekannten deutschen Rechtsextremismus zu zeigen. Die zweite Begegnung war zufällig auf der Vorstellung einer Ausgabe der rechtsradikalen Zeitschrift Compact.